# Витолиньш, Харийс
Ха́рийс Ви́толиньш (латыш. Harijs Vītoliņš; род. 30 апреля 1968, Рига) — советский и латвийский хоккеист, тренер. Заслуженный тренер России (2013).

## Биография
Харийс Витолиньш родился 30 апреля 1968 года в Риге. Его дед, Харий Юрьевич Витолиньш (1915—1984) был одним из пионеров латвийского и советского хоккея. Он играл за сборную Латвии на довоенных чемпионатах мира и Европы, а после войны в течение 10 лет (1946—1956) был играющим тренером рижского «Динамо». По одной из версий, именно Харий Юрьевич придумал слово «буллит». Его отец, Харий Харьевич Витолиньш (1941—1997) играл в хоккей на профессиональном уровне за рижские команды «Даугава» и РВЗ.

### Карьера игрока
Харийс Витолиньш дебютировал в профессиональном хоккее в 1984 году в возрасте 16 лет, играя за рижский клуб «Латвияс Берзс». С 1986 года — в ХК «Динамо» (Рига). Серебряный призёр чемпионата СССР 1988 года. Серебряный призёр молодёжного чемпионата мира 1988 года в составе сборной СССР. В сезоне 1993/94 провел 8 матчей в составе команды НХЛ «Виннипег Джетс». Играл в составе сборной Латвии. Участник зимних Олимпийских игр-2002 и шести чемпионатов мира. На Олимпийских играх 2002 был знаменосцем команды Латвии. Карьеру игрока завершил в 2005 году.

### Карьера тренера
С 2006 по 2011 годы Харийс Витолиньш работал в сборной Латвии.
С 2008 по 2010 годы был старшим тренером команды Континентальной хоккейной лиги ХК МВД России (Балашиха).
С 2010 года по 27 марта 2014 года работал старшим тренером хоккейного клуба «Динамо» (Москва), а 28 марта 2014 года назначен его главным тренером, сменив на этом посту Олега Знарка, который стал новым главным тренером сборной России.
25 мая 2014 года по причине дисквалификации Олега Знарка за неспортивное поведение в полуфинальном матче сборной России против сборной Швеции на чемпионате мира в Минске Харийс Витолиньш, являющийся старшим тренером сборной России, был назначен руководителем сборной России на финальный матч против сборной Финляндии. Финальный матч сборная России выиграла со счётом 5:2, а гражданин Латвии Витолиньш и гражданин Германии Знарок стали первыми тренерами-иностранцами, завоевавшими с Россией титул чемпиона мира.
27 мая 2014 года Указом Президента России Путина Витолиньш награждён орденом Почёта «за большой вклад в победу национальной сборной команды» в Чемпионате мира по хоккею — 2014.
29 декабря 2015 года Харийс Витолиньш был уволен с поста главного тренера московского «Динамо».
1 июня 2016 года назначен старшим тренером СКА.
20 декабря 2018 года стал главным тренером швейцарского клуба «Давос».
29 апреля 2019 года назначен ассистентом главного тренера ХК «Спартак». В апреле 2021 года вместе с Знарком покинул «Спартак».
В июле 2021 года был назначен главным тренером сборной Латвии, сменив на этом посту Боба Хартли. В августе 2021 года Латвия очень уверенно прошла квалификацию на Олимпийские игры 2022 года, выиграв в Риге три матча у Франции, Италии и Венгрии с общим счётом 17:1. На самих Играх Латвия в предварительном раунде проиграла три матча Швеции (2:3), Финляндии (1:3) и Словакии (2:5). В квалификации плей-офф Латвия в равном матче уступила Дании (2:3) и заняла по итогам турнира 11-е место среди 12 команд. На чемпионате мира 2022 года в Финляндии сборная Латвии не смогла пробиться в плей-офф, заняв 5-е место в своей группе.
Чемпионат мира 2023 года принимали Финляндия и Латвия, после того как Россия была лишена турнира из-за вторжения на Украину. Сборная Латвии все матчи групповой стадии проводила на «Арене Рига». В первом матче команда Витолиньша была разгромлена Канадой (0:6), а затем уступила Словакии (1:2). Затем Латвия в овертайме обыграла Чехию (4:3), разгромила Казахстан (7:0), а в последнем туре обыграла в овертайме Швейцарию (4:3), до этого выигравшую все матчи. В итоге Латвия вышла из группы с третьего места. В четвертьфинале в Риге сборная Латвии смогла сенсационно обыграть команду Швеции (3:1). В полуфинале в Тампере Латвия вела 2:1 в матче против Канады после 2 периодов, но пропустила в третьем периоде три шайбы (2:4). 28 мая в матче за третье место Латвия в овертайме обыграла сборную США. Латвия впервые в истории стала призёром чемпионата мира. Артур Шилов был признан самым ценным игроком турнира и лучшим вратарём.

## Достижения

### Тренерские
Как старший тренер
ХК МВД
- Финалист Кубка Гагарина: 2009/2010

ХК «Динамо» (Москва)
- Обладатель Кубка Гагарина: 2011/2012, 2012/2013

Сборная России
- Чемпион мира: 2014
- Олимпийский чемпион по хоккею с шайбой 2018

Как главный тренер
Сборная Латвии
- Бронзовый призёр чемпионата мира: 2023

### Личные
- Орден Александра Невского (24 июля 2018 года) — за успешную подготовку спортсменов, добившихся высоких спортивных достижений на XXIII Олимпийских зимних играх 2018 года в городе Пхёнчхане (Республика Корея)[15].
- Орден Почёта (26 мая 2014 года) — за большой вклад в победу национальной сборной команды России по хоккею на чемпионате мира 2014 года[10][16].
- Орден Дружбы (18 мая 2012 года) — за заслуги в развитии физической культуры и спорта и многолетнюю добросовестную работу[17][18].
- Заслуженный тренер России (2013)[2].

## Статистика (главный тренер)
| Команда     | Турнир-сезон | Регулярный сезон | Регулярный сезон | Регулярный сезон | Регулярный сезон | Регулярный сезон | Регулярный сезон | Регулярный сезон | Регулярный сезон | Плей-офф | Плей-офф | Плей-офф            |
| Команда     | Турнир-сезон | И                | В                | ВО/ВБ            | Н                | ПО/ПБ            | П                | О                | Результат        | В        | П        | Результат           |
| ----------- | ------------ | ---------------- | ---------------- | ---------------- | ---------------- | ---------------- | ---------------- | ---------------- | ---------------- | -------- | -------- | ------------------- |
| Динамо Мск  | КХЛ 2014/15  | 60               | 35               | 6                | —                | 6                | 13               | 123              | 3-е на Западе    | 5        | 6        | Выбыли в 1/4 финала |
| Динамо Мск  | КХЛ 2015/16  | 45               | 17               | 6                | —                | 7                | 15               | 70               | отставка         | —        | —        | —                   |
| Всего в КХЛ | Всего в КХЛ  | 105              | 52               | 12               | —                | 13               | 28               | 193              | —                | 5        | 6        | —                   |